# Узбекистанско-южнокорейские отношения
Южнокорейско-узбекистанские отношения — двусторонние отношения между Республикой Корея и Узбекистаном.
Республика Корея 30 декабря 1991 года стала первой страной Азиатско-Тихоокеанского региона, признавшей независимость Узбекистана, а дипломатические отношения между двумя странами были установлены 29 января 1992 года. С тех пор двусторонние отношения неуклонно развиваются. Сотрудничество между двумя странами расширилось в политической, экономической и образовательной сферах.

## История

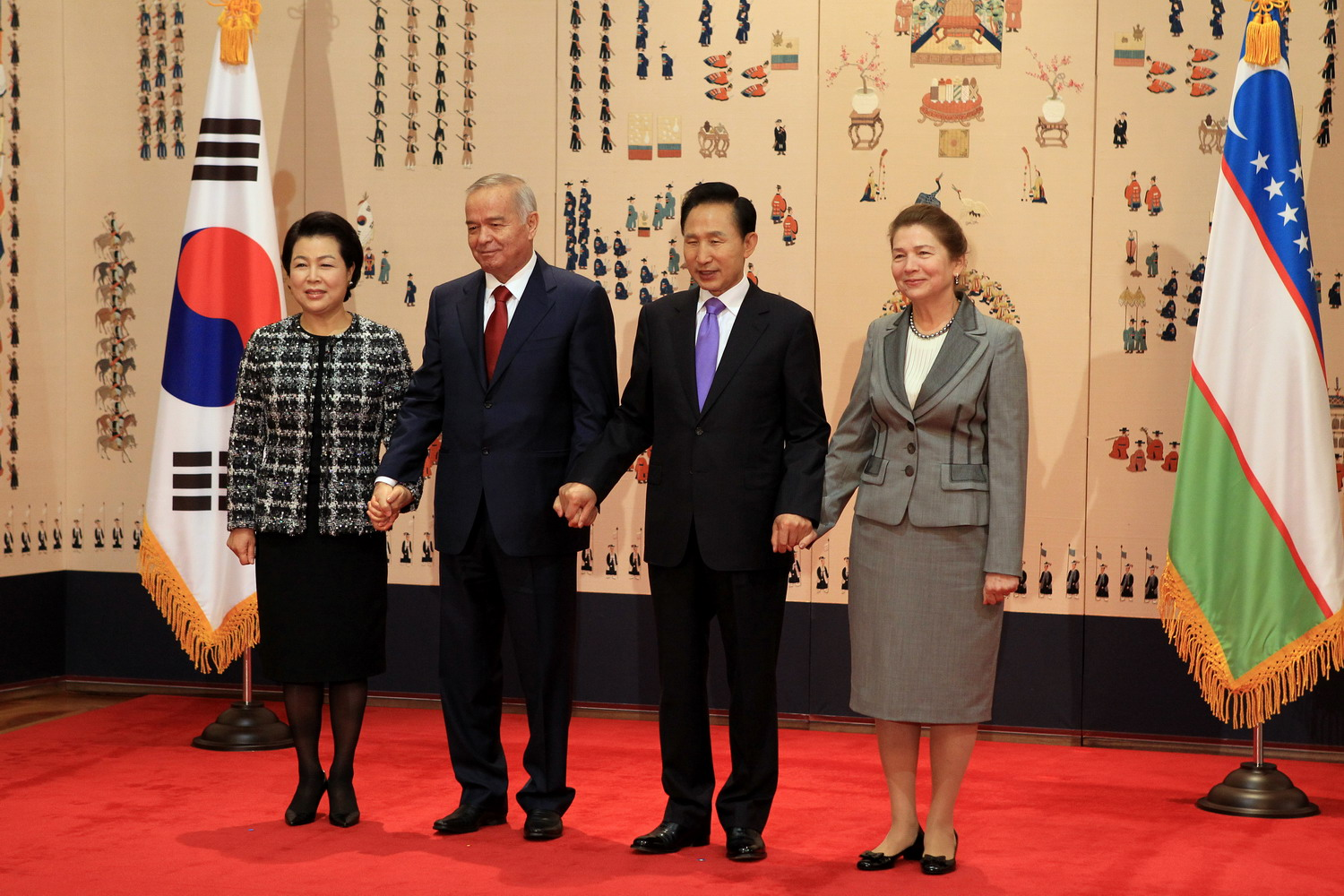
Президент Узбекистана Ислам Каримов, Татьяна Каримова (справа) и президент Южной Кореи Ли Мён Бак, 11 февраля 2010 года

Дипломатические отношения между двумя странами были установлены 29 января 1992 года. Вскоре после этого Южная Корея открыла свое посольство в Ташкенте, а Узбекистан — в Сеуле.
С 22 по 25 ноября 2017 года Шавкат Мирзиёев посетил Южную Корею с четырёхдневным визитом, где встретился с президентом Южной Кореи Мун Чжэ Ином. Во время своего визита Мирзиёев был также удостоен звания Почетного гражданина Сеула мэром Пак Вонсуном. С 18 по 21 апреля 2019 года президент Южной Кореи Мун Чжэ Ин посетил Узбекистан с четырёхдневным государственным визитом, где встретился с президентом Мирзиёевым. Южнокорейский президент также выступил на заседании Олий Мажлиса и принял участие в церемонии открытия Дома корейской культуры и искусства в Ташкенте.

## Экономическое сотрудничество
Узбекистан является одним из ведущих внешнеторговых партнёров Южной Кореи в Средней Азии, а сама Южная Корея входит в пятёрку основных внешнеторговых партнёров страны наряду с Россией, Китаем, Казахстаном и Турцией. После андижанских событий 2005 года, которые привели к введению со стороны США и Европейского союза торгово-экономических санкций против Узбекистана — Южная Корея, а также Китай, Япония и Россия продолжили экономические и торговые отношения с Узбекистаном без обращения внимания на ситуацию с правами человека в Узбекистане.
В 2009 году Korean Air Cargo взяла на себя управление над аэропортом Навои и в соответствии с 10-летним планом развития ещё больше ускорила программу модернизации. Строительство крупнейшего в Центральной Азии грузового авиационного терминала, способного обрабатывать 100 000 тонн грузов в год с использованием новейшего оборудования. 12 августа 2010 года в аэропорту Навои был открыт новый грузовой терминал, ставший одним из этапов создания на базе аэропорта международного мультимодального центра логистики. Южная Корея принимала активное участие в многочисленных проектах и программах в различных регионах Узбекистана, включая создание свободных экономических зон в Навои и Ангрене.
22 мая 2016 года в ходе визита премьер-министра Южной Кореи Хван Гёана в Узбекистан совместно с премьер-министром Узбекистана Шавкатом Мирзиёевым открылся один из крупнейших инвестиционных проектов Южной Кореи — Устюртский газохимический комплекс в Каракалпакстане. Стоимость строительства составил 4 млрд долларов США.
По состоянию на 2019 год Узбекистан является третьим по величине партнером Южной Кореи в странах Европы и Центральной Азии с формирующимся рынком: товарооборот в 2019 году составил 2,7 млрд долларов, а южнокорейские инвестиции в экономики Казахстана и Узбекистана превышают 7 млрд долларов США.
С 24 по 27 ноября 2020 года в Сеуле состоялся 13-й форум «Республика Корея — Центральная Азия», в ходе которого была обсуждена борьба с COVID-19, а также устранение оставшихся барьеров во внешней торговле и повышение качества и конкурентоспособности продукции.

## Сотрудничество в области культуры и образования
Узбекистан пригласил южнокорейских экспертов на должности заместителей министра в министерстве по развитию информационных технологий и связи, а также проректоров в нескольких университетах. В 2014 году Университет Инха открыл ташкентский филиал, специализирующийся на компьютерных науках и высоких технологиях и предлагает все курсы на английском языке.
Технологический институт Ёджу в 2018 году открыл филиал в Ташкенте, ставший первым частным университетом в Узбекистане. Курсы института включают в себя такие области, как архитектура и городское планирование, гражданское строительство, альтернативная энергия, управление бизнесом, туризм, международный маркетинг, международные экономические отношения, начальное образование, филология корейского языка, а также эстетика и дизайн одежды.
20 апреля 2019 года во время визита президента Мун Чжэ Ина в Узбекистан в Ташкенте открылся Дом корейской культуры и искусства. Корейские культурные центры есть в Самарканде, Бухаре и Нукусе.

## Корё-сарам
В 1937 году тысячи корейцев, проживавших на Дальнем Востоке, были депортированы в Среднюю Азию, поскольку 7 июля того же года началась японо-китайская война, а Корея в те годы входила в состав Японской империи. Сами же корейцы, проживающие на постсоветском пространстве, более известны как корё-сарам. По некоторым оценкам, 177 тысяч корейцев проживают Узбекистане, что делает численность корейской диаспоры крупнейшей в Средней Азии и пятым по величине в мире после США, Китая, Японии и Канады. Проживание многочисленной корейской диаспоры в Узбекистане способствует укреплению двусторонних отношений.
3 июля 2017 года в Сеульском парке в Ташкенте к 80-летию с начала депортации корейцев был открыт мемориальный памятник «Благодарность узбекскому народу за теплоту и доброту», в церемонии открытия которого участие принял мэр Сеула Пак Вонсун, впервые посетивший Узбекистан. Парк был открыт 1 сентября 2014 года после протокола намерений, который был подписан во время государственного визита Ислама Каримова в Южную Корею в феврале 2010 года.